# Prudencio Botey Sobole
Prudencio Botey Sobole är biträdande minister för kultur, turism och främjandet av konsthantverk (Vice Ministro del Ministerio de Cultura Turismo y Promoción Artesanal) i Ekvatorialguinea.